# TKi2
TKi2 – parowóz towarowy pruskiej serii T 92 produkowany w latach 1892–1900.

## Historia
Począwszy od 1892 roku fabryka Union produkowała dla Państwowych Kolei Pruskich parowozy towarowe. Wyprodukowano 235 lokomotyw dla kolei pruskich. 154 lokomotywy pruskie zostały następnie przejęte przez koleje niemieckie.